# Chiaravalle
Chiaravalle è un comune italiano di 14 183 abitanti della provincia di Ancona nelle Marche.

## Geografia fisica
Il territorio comunale, prevalentemente pianeggiante, è attraversato dal fiume Esino e dai torrenti Triponzio e Guardengo. Dista circa 6 km dal mare Adriatico.
Il clima locale è caratterizzato da estati umide ed inverni freddi, anche se con scarse nevicate.

## Storia
Prima della nascita della manifattura tabacchi, Chiaravalle era un piccolo nucleo abitato legato strettamente all'omonima abbazia cistercense. La sua storia, dunque, fino al XVIII secolo si identifica con quella dell'abbazia di Santa Maria in Castagnola.
Recentemente, durante alcuni scavi nel chiostro dell'abbazia, sono state trovate delle tracce di un insediamento della tarda età del bronzo, che anticipa di quasi due millenni l'origine della cittadina.
Secondo un codice cartaceo della biblioteca sessoriana, fu la regina Teodolinda che edificò il monastero di Castagnola alla riva del fiume Esino, all'epoca di papa Gregorio I.
Da questa notizia si ricava che il monastero venne eretto originariamente nel VII secolo, in un territorio ricoperto da una selva di querce castagnole (Quercus virgiliana), nei pressi delle rive dell'Esino. Questo fu il primo insediamento monastico benedettino nel territorio. Il nucleo storico della città si sviluppò intorno alle attuali vie Cavour e Castelfidardo, presso cui la regina longobarda Teodolinda concesse ai monaci benedettini la costruzione di due file di capanne con un impasto di creta e paglia seccate al sole. Ancora oggi la toponomastica popolare del luogo è conservata nell'indicare il quartiere compreso tra queste due vie con i nomi di Capanne davanti e Capanne de dietro, la zona è stata recentemente soggetta a restauro. Ancora oggi, nel mese di agosto gli abitanti di Chiaravalle celebrano, patrocinati dal Comune, la Festa delle Capanne, manifestazione particolarmente sentita dalle persone più anziane, che sono solite distinguersi con il nome Capannari dagli abitanti del contado circostante, per sottolineare la loro localizzazione urbana.
Da quel primo insediamento avrebbe avuto inizio la storia dell'abbazia, trasformatasi in seguito da abbazia benedettina in cistercense, prendendo di conseguenza il nome di Chiaravalle, similmente ad altre celebri abbazie cistercensi, tutte sulla base della celebre abbazia di Clairvaux.
I territori dell'abbazia di Chiaravalle erano circondati da tre castelli della Repubblica di Ancona: Monte San Vito, Camerata e Falconara. Jesi, era però decisa ad estendere la sua giurisdizione su tutta la bassa valle dell'Esino, e per raggiungere uno sbocco al mare aveva bisogno delle terre dell'abbazia. Ciò fu causa di continui scontri legali ed armati tra Ancona e Jesi, finché il papa Eugenio IV, e successivamente Pio II, per risolvere la questione, assegnarono l'abbazia ad Ancona; dal 1440 essa fece quindi parte dei territori di questa repubblica, che naturalmente lasciò piena autonomia al centro religioso. Già nel 1486, però, non sedate le richieste jesine, il papa dichiarò Chiaravalle abbazia nullius, cioè non soggetta a nessun centro urbano. Questa indipendenza, concessa per motivi essenzialmente religiosi, fu successivamente la base per la formazione del comune.
La conseguenza fu quella di rendere ancora più gravosi gli effetti della commenda. Nel 1499 i cistercensi abbandonarono così il monastero e si ritirano in Francia. Al loro posto si insediarono i francescani, che vi rimasero fino al 1564, quando Papa Pio IV richiamò i cistercensi. Essi, di numero non sufficiente per coltivare tutte le terre loro assegnate, diedero in enfiteusi molti fondi agrari, favorendo così la nascita di un borgo attorno all'abbazia, base della futura cittadina di Chiaravalle.
Nel 1759, per opera dell'abate commendatario cardinal Neri Maria Corsini, nasce la Manifattura tabacchi, centro propulsore dell'attività industriale del territorio e vera fonte di ricchezza per i residenti. Fu in questo periodo che Chiaravalle divenne un centro in qualche modo autonomo dall'abbazia. La fabbrica di tabacchi vede il suo apogeo nel XIX secolo, quando diventa punto di riferimento economico - lavorativo ed emblema della operosità della comunità cittadina, soprattutto grazie al lavoro delle sigaraie, le operaie che erano impiegate presso la fabbrica e che costituiscono una delle tradizioni più vive

### Simboli
Lo stemma del Comune di Chiaravalle è stato riconosciuto con decreto del capo del governo del 4 febbraio 1933.
Il gonfalone è stato concesso con regio decreto del 13 giugno 1935.

## Monumenti e luoghi d'interesse

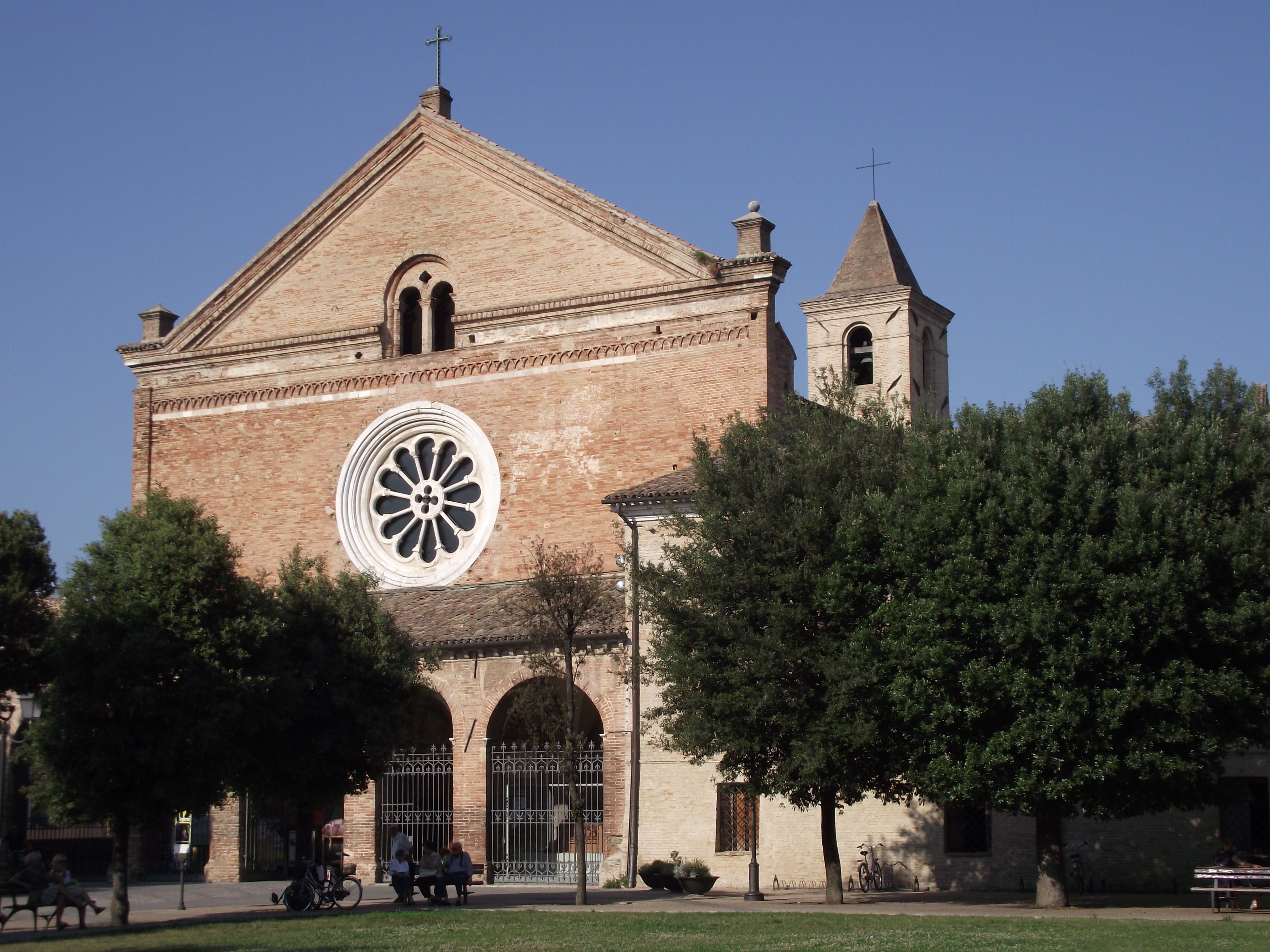
Abbazia di Santa Maria in Castagnola

- Abbazia di Santa Maria in Castagnola. Fondata nel 1126 dai monaci cistercensi provenienti dalla Lombardia-Francia in stile romanico, si presenta già ricca di accenni al gotico. Fu di vitale importanza, nei secoli passati, per la cittadina, praticamente natavi attorno.

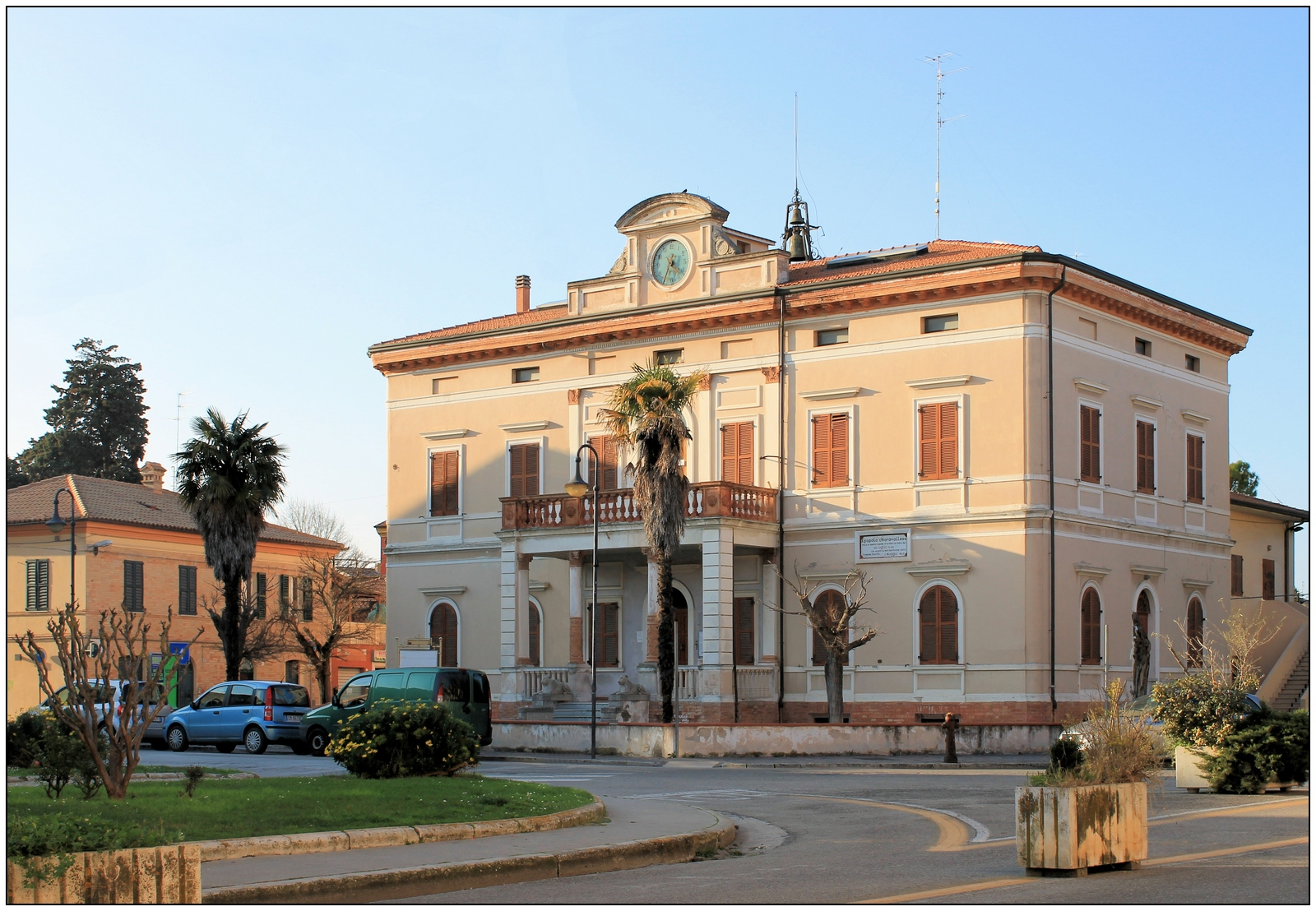
Biblioteca comunale

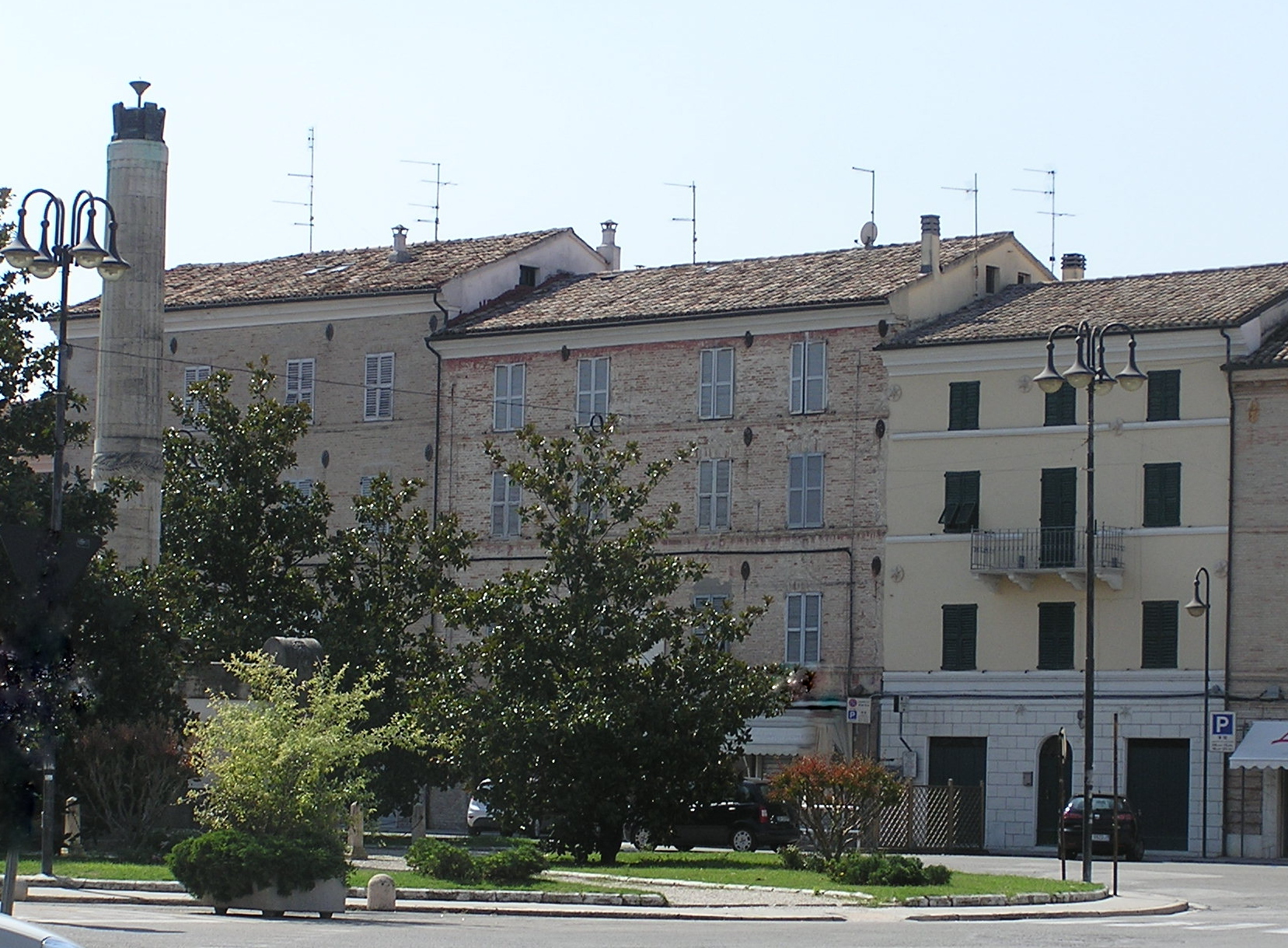
Casa natale di Maria Montessori in piazza Mazzini; a sinistra il monumento ai caduti

- Casa natale di Maria Montessori[10], grande educatrice e pedagogista chiaravallese nota nel mondo per il metodo educativo che prende il suo nome. Inserita nel circuito delle "case della memoria"[11], l'abitazione, dopo un ampio lavoro di valorizzazione e riqualificazione ultimato alla fine del 2021, accoglie un museo montessoriano gestito della Fondazione Chiaravalle-Montessori[12]. All'interno è possibile osservare una collezione del materiale didattico ideato da Maria Montessori e approfondirne le vicende della vita, del pensiero e del metodo attraverso filmati, un planisfero in cui è usata la proiezione di Fuller e una collezione di oggetti che le sono appartenuti. È inoltre presente una biblioteca di volumi montessoriani e di pedagogia.
- Teatro comunale
- Manifattura tabacchi
- Biblioteca comunale, ospitata presso la palazzina Marulli costruita a fine '800 dall'architetto Francesco Tamburini, costituita da più di 35.000 volumi.

## Società

### Evoluzione demografica
Abitanti censiti

### Etnie e minoranze straniere
Gli stranieri residenti a Chiaravalle al 1º gennaio 2018 sono 1 093 e rappresentano il 7,4% della popolazione residente.
La comunità straniera più numerosa è quella proveniente dalla Romania con il 34,4% di tutti gli stranieri presenti sul territorio, seguita dalla Tunisia (10,2%) e dall'Albania (9,8%).
| Paese              | Numero |
| ------------------ | ------ |
| Romania            | 376    |
| Tunisia            | 112    |
| Albania            | 107    |
| Marocco            | 67     |
| Macedonia del Nord | 61     |

## Economia
Le risorse più importanti sono la Manifattura Tabacchi (attiva da quasi tre secoli) ed il settore terziario. Nell'agricoltura si segnalano ortofrutta e cereali.
Nelle immediate vicinanze della città, ma su territorio appartenente al comune di Jesi, è recentemente sorto l'Interporto di Jesi.

## Amministrazione
| Periodo          | Periodo          | Primo cittadino               | Partito                                         | Carica                    | Note   |
| ---------------- | ---------------- | ----------------------------- | ----------------------------------------------- | ------------------------- | ------ |
| 2 luglio 1985    | 21 giugno 1990   | Annamaria Amadei              | Partito Comunista Italiano                      | Sindaco                   | [ 14 ] |
| 22 giugno 1990   | 29 luglio 1994   | Cristiano Candelaresi         | Partito Socialista Italiano                     | Sindaco                   | [ 14 ] |
| 30 luglio 1994   | 20 novembre 1994 | Marta Lucchetti               |                                                 | Commissario prefettizio   | [ 14 ] |
| 21 novembre 1994 | 29 novembre 1998 | Alessandro Giovanni Bianchini | Lista civica                                    | Sindaco                   | [ 14 ] |
| 30 novembre 1998 | 26 maggio 2003   | Alessandro Giovanni Bianchini | L'Ulivo                                         | Sindaco                   | [ 14 ] |
| 27 maggio 2003   | 14 aprile 2008   | Daniela Montali               | L'Ulivo                                         | Sindaco                   | [ 14 ] |
| 15 aprile 2008   | 30 ottobre 2012  | Daniela Montali               | Democratici e Riformisti                        | Sindaco                   | [ 14 ] |
| 31 ottobre 2012  | 11 febbraio 2013 | Antonio Corona                |                                                 | Commissario prefettizio   | [ 14 ] |
| 12 febbraio 2013 | 27 maggio 2013   | Antonio Nicolai Massa         |                                                 | Commissario straordinario | [ 14 ] |
| 28 maggio 2013   | 10 giugno 2018   | Damiano Costantini            | Partito Democratico Sinistra Ecologia e Libertà | Sindaco                   | [ 14 ] |
| 11 giugno 2018   | 14 maggio 2023   | Damiano Costantini            | Lista civica                                    | Sindaco                   | [ 14 ] |
| 15 maggio 2023   | in carica        | Cristina Amicucci             | Lista civica                                    | Sindaco                   | [ 14 ] |

### Gemellaggi
- Tabuaço
- Treuenbrietzen

La Carta di Gemellaggio con Treuenbrietzen è stata sottoscritta dai rispettivi Sindaci nel giugno 2010, in occasione del primo incontro tra le due città. Il gemellaggio è stato sostenuto dal programma comunitario Europa per i cittadini - Azione 1 - Cittadinanza attiva per l'Europa, Misura 1 - Gemellaggi - Misura 1.1 - Incontri tra i cittadini.

## Sport
Le squadre di calcio locale sono l'A.S.D. Biagio Nazzaro Chiaravalle (campionato di Eccellenza Marche, che trae il nome dal grande motociclista Biagio Nazzaro), ed il Chiaravalle (campionato di Prima Categoria).
L'Atletico Chiaravalle milita nella serie A2 di calcio a 5 femminile. Inoltre troviamo la A.S.D Pallamano Chiaravalle che milita nel campionato nazionale di Serie A2.
Dal 1969 la Don Leone Ricci Chiaravalle è attiva sul territorio comunale come Società Dilettantistica affiliata alla Federazione Italiana Pallacanestro. A Chiaravalle è attiva anche l´atletica leggera.